# Akee
Die Akee (Blighia sapida) ist eine Pflanzenart, die zur Familie der Seifenbaumgewächse (Sapindaceae) gehört. Sie kommt ursprünglich aus dem tropischen Westafrika und ist heute die Nationalfrucht von Jamaika und wird in tropischen und subtropischen Gebieten auf der ganzen Welt angebaut. Andere Namen der Pflanze sind Ackee, Aki oder Akipflaume. Sie gehört zur gleichen Unterfamilie Sapindoideae wie Litchi (Litchi chinensis) und der Longan (Dimocarpus longan).

## Beschreibung

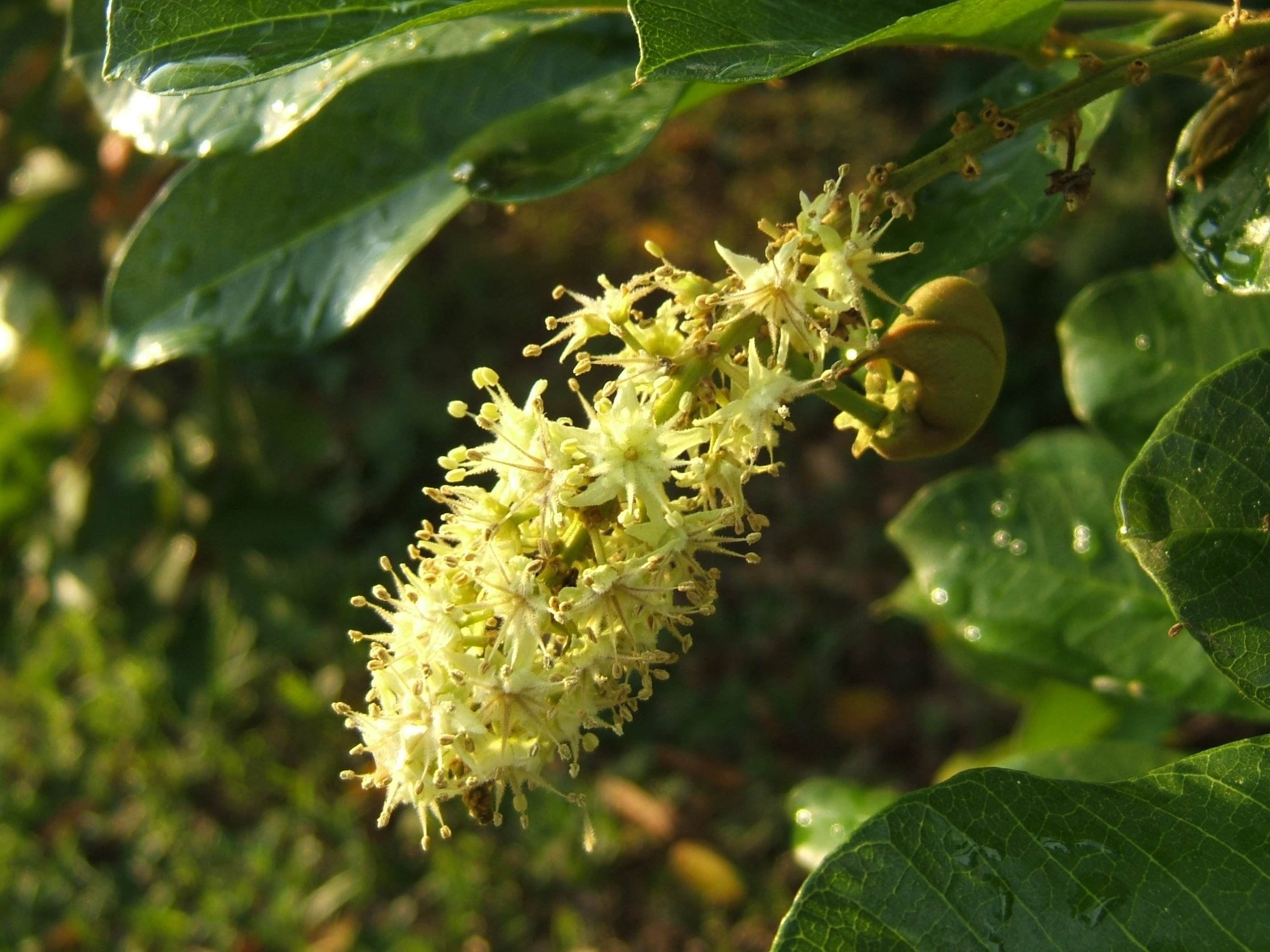
Männlicher Blütenstand

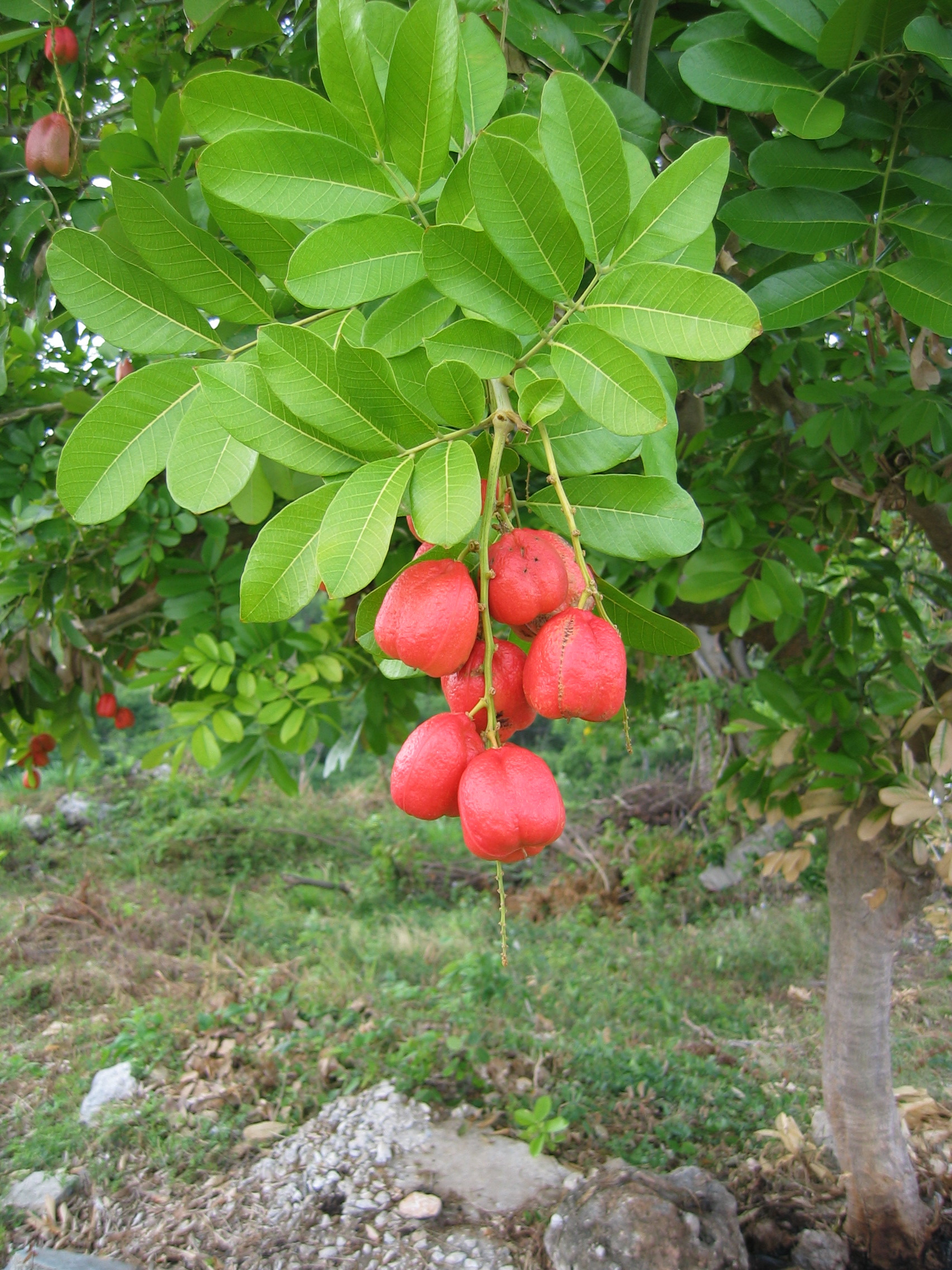
Zweig mit paarig gefiederten Laubblättern und Früchten

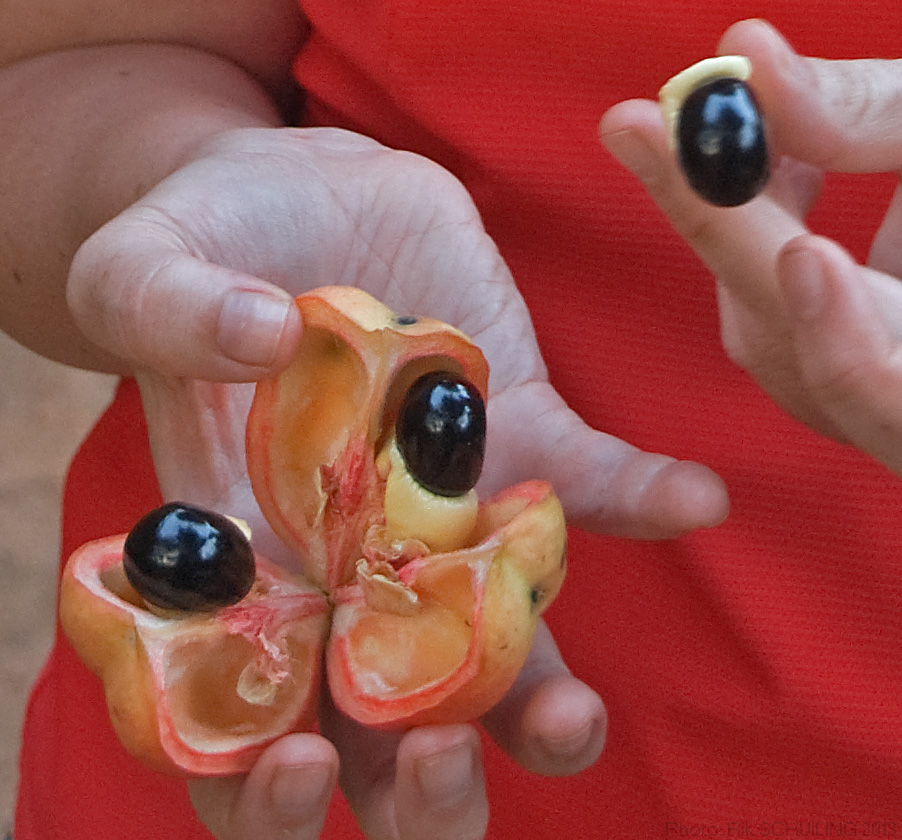
Größenvergleich

### Vegetative Merkmale
Die Akee wächst als meist immergrüner Baum und erreicht Wuchshöhen von bis zu etwa 30 Meter. Der Stammdurchmesser kann bis zu 120 Zentimeter erreichen. Die Borke ist hellgräulich und glatt. Es können manchmal kleinere Brettwurzeln vorhanden sein. Sie hat einen eher kurzen Stamm und eine dichte Baumkrone.
Die wechselständigen, kurz gestielten und 15 bis 20 cm langen, symmetrischen Laubblätter sind paarig gefiedert und besitzen drei bis fünf Paare Fiederblättchen. Wobei die vordersten Blättchen am größten sind. Die kurzen Blattstiele sind leicht geflügelt. Die kurz gestielten, leicht ledrigen Blättchen sind bei einer Länge von bis 15 cm sowie einer Breite bis 8 cm verkehrt-eiförmig bis elliptisch. Die Spitze ist abgerundet bis spitz oder bespitzt, seltener eingebuchtet, die Ränder sind ganz und manchmal seichtbuchtig. Die kurzen Blättchenstiele sind dick. Die Blättchenunterseite ist spärlich behaart. Die Nebenblätter fehlen. Am äußeren Ende der Rhachis ist manchmal ein verkümmertes Blättchen vorhanden.

### Generative Merkmale
Die Akee ist falsch polygam-diözisch, also die funktionell eingeschlechtigen Blüten sind auf den unterschiedlichen Exemplaren. Die kurz gestielten, fünfzähligen Blüten mit doppelter Blütenhülle stehen in einem achselständigen, schlanken, traubigen, bis 20 cm langen und fein behaarten Blütenstand zusammen. Die grünlich-weißen, -gelben und duftenden Blüten sind zwittrig, aber funktionell eingeschlechtig. Der kleine Kelch und die kurzen Kronblätter, mit innen einer Schuppe, sind haarig. Es sind bei den männlichen Blüten 6–10 etwas vorstehende Staubblätter mit haarigen Staubfäden vorhanden. Der meist dreikammerige und -seitige Fruchtknoten der weiblichen Blüten ist oberständig und behaart, mit kurzem Griffel mit kopfiger, geteilter Narbe. Die männlichen Blüten besitzen einen verkümmerten Fruchtknoten, die weiblichen reduzierte Staubblätter. Es ist ein mehrlappiger Diskus vorhanden.
Die ledrige, glatte, verkehrt-eiförmige bis birnenförmige, meist dreiseitige und bis 10 cm große, fachspaltige, kahle Kapselfrucht färbt sich bei Reife hellrot bis gelb-orangefarben. Sie öffnet sich in drei große Spalten, dann kommen glänzend-schwarze, glatte Samen zum Vorschein, die an einem weichen, schwammigen, weißlichen bis gelblichen Arillus (Peg) sitzen. Die rundlichen, normal 3 bis (selten 5) Samen sind etwa bis 2,5 cm groß, der Arillus an der Basis ist bis etwa 4 cm lang.
Die rosafarbene Raphe (Membrane), wo der Arillus angeheftet ist, ist sehr giftig und muss vorsichtig und immer komplett entfernt werden. Auch muss im richtigen Zeitpunkt geerntet werden, unreife, noch geschlossene Früchte und noch zu wenig, knapp offene oder überreife, stark verrunzelte, bzw. die Arilli, sind zum Verzehr ungeeignet oder giftig.
Die Chromosomenzahl beträgt 2n = 32.

## Geschichte
Der Gattungsname Blighia wurde William Bligh, Captain der HMS Bounty, zu Ehren gewählt. Er brachte im Jahr 1793 die ersten Exemplare aus Jamaika nach Kew Gardens und führte sie so in die europäische Wissenschaft ein. Ursprünglich kommt Blighia sapida aus Westafrika und war wahrscheinlich mit Sklaventransporten nach Jamaika gekommen.

## Taxonomie
Die Erstbeschreibung erfolgte 1806 durch Karl Dietrich Eberhard Koenig in Annals of Botany (König & Sims) Band 2:571, t. 16–17. Synonyme sind Akea solitaria Stokes, Akeesia africana Tussac, Cupania akeesia Cambess. ex Spach, Cupania sapida (K.D.Koenig) Oken, Cupania edulis Schumach. & Thonn. und Bonannia nitida Raf.

## Nahrungsmittel

Strukturformel von Hypoglycin

Die Akee ist nicht im Ganzen genießbar. Nur die reifen fleischigen Samenmäntel (Arilli), die einen nussigen Geschmack haben, sind essbar. Der Rest der Frucht und auch die Samen sind giftig. Die Giftigkeit kommt von der nicht-proteinogenen Aminosäure Hypoglycin (Hypoglycin A). Die Arilli unreifer, überreifer und selbst reifer Früchte können zu Erbrechen (Vomitus) und Unterzuckerung (Hypoglykämie) führen. Nach Medienberichten kann der Verzehr unreifer oder überreifer Arilli auch zum Tode führen.
Akee und „Saltfish“ (gesalzener und getrockneter Kabeljau) ist ein populäres Gericht der jamaikanischen Küche. „Saltfish“, sautiert mit Akee, Schweinefett, Zwiebeln, Tomaten, Gemüse und mehreren Pfeffersorten wird mit knusprigem Speck und frischen Tomaten garniert gereicht.
Der Arillus enthält sehr viel Nahrungsenergie, denn er besteht zu fast 15–19 % aus Fett, er enthält z. B. meist mehr Nahrungsenergie als Avocado, der Arillus wird meist gekocht oder geröstet gegessen.

## Nährwerte
Das Öl der Samenmäntel ist hellgelb, es kann lange gelagert werden, das Öl aus der Frucht ist rötlich. Akee-Öl ist ein wichtiger Bestandteil der Ernährung vieler Jamaikaner.
Rohe Akee-Arilli haben einen physiologischen Brennwert von etwa 627–1046 kJ/100 g (= 150–250 kcal/100 g) je nach Zusammensetzung.